# Stomolophus meleagris
Stomolophus meleagris är en manetart som beskrevs av Agassiz 1862. Stomolophus meleagris ingår i släktet Stomolophus och familjen Stomolophidae. Inga underarter finns listade i Catalogue of Life.

## Bildgalleri

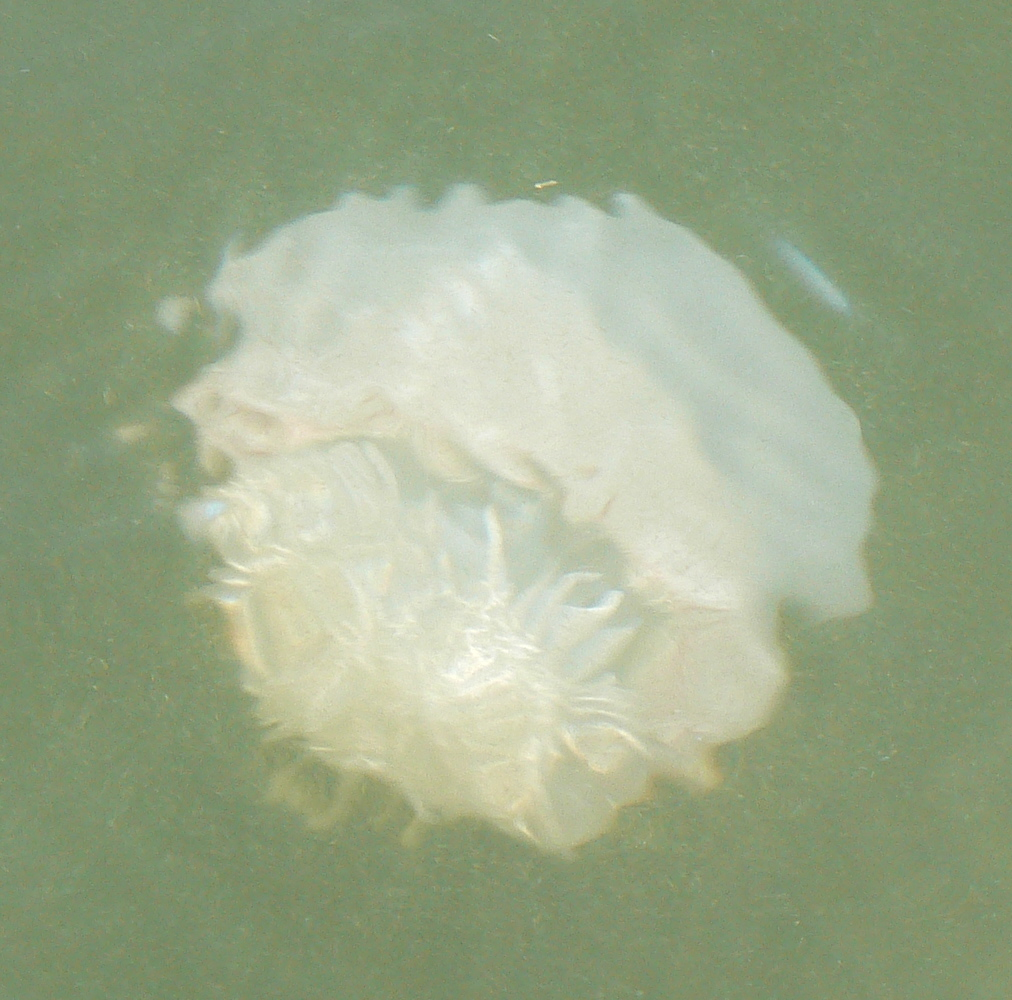
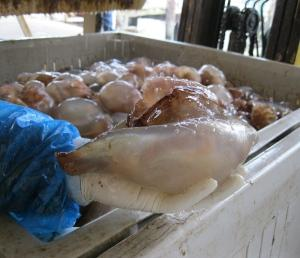